# Aeroporto de Gotemburgo-Landvetter
O Aeroporto de Gotemburgo-Landvetter (em inglês:  Göteborg Landvetter Airport; Ouça a pronúncia) é o segundo maior aeroporto da Suécia, situado a 5 km a leste da localidade de Landvetter, e a 25 km do centro da cidade de Gotemburgo. A ligação de autocarro ao centro da cidade leva uns 30 minutos, pela autoestrada R40.
Em 2015, o aeroporto teve a afluência de 5,2 milhões de passageiros, e contou com uma força de trabalho de cerca de 4 000 pessoas, servindo 50 linhas regulares e 40 de voos charter. Devido à sua localização central na Escandinávia, é um importante ponto de destino e de ligação de transporte de cargas aéreas

## Destinos Por Companhia Aérea
| Companhias             | Destinos |
| ---------------------- | --- |
| Air France             | Paris |
| airBaltic              | Riga |
| Austrian Airlines      | Viena |
| Sun Air of Scandinavia | Århus |
| Brussels Airlines      | Bruxelas |
| City Airlines          | Alicante, Barcelona, Bergen, Birmingham, Helsinque, Luleå, Lyon, Málaga, Manchester, Nice, Palma de Maiorca, Östersund (sazonal), Praga, Roma, Stavanger, Sundsvall, Taline, Umeå, Visby (sazonal), Zurique |
| Direktflyg             | Borlänge, Sundsvall |
| Finnair                | Helsinque |
| Iceland Express        | Reiquiavique (sazonal) |
| Iran Air               | Teerã |
| KLM                    | Amesterdã |
| LOT Polish Airlines    | Varsóvia |
| Lufthansa              | Francoforte, Dusseldórfia, Hamburgo, Munique |
| Malmö Aviation         | Estocolmo, Umeå |
| Scandinavian Airlines  | Copenhague, Estocolmo, Francoforte, Londres, Split |
| Turkish Airlines       | Istambul |
| Viking Airlines        | Birmingham, Irbil, Londres, Suleimânia |
| Welcome Air            | Graz, Hanôver, Insbruque, Stavanger |
| Widerøe                | Oslo |